# Raffaello De Brasi
Raffaello De Brasi (Courcelles, 11 gennaio 1950) è un politico italiano.

## Biografia

### Elezione a deputato
Alle elezioni politiche del 2006 viene eletto deputato della XV legislatura della Repubblica Italiana nella circoscrizione XI Emilia Romagna per L'Ulivo.